# 益田尹兼
益田 尹兼（ますだ ただかね）は、戦国時代の武将。石見国の国人である益田氏の第18代当主。幼名は熊童丸。通称又次郎。官位は越中守。父は益田宗兼、母は陶氏の娘。子に益田藤兼。

## 生涯
石見国の国人である益田氏の第17代当主・益田宗兼の子として生まれる。
永正5年（1508年）の大内義興の上洛に父・宗兼と共に従う。永正8年（1511年）の船岡山合戦にも参戦し、父の戦功により足利義尹（後の足利義稙）から「尹」の偏諱を賜り、「尹兼」と名乗った。しかし、在京中に三隅興兼が石見西部へ攻め入ったため、父に先立って帰国し、永正15年（1518年）まで交戦した。
大永6年（1526年）に出雲国から石見国へ侵攻した尼子経久を迎え撃ち、翌大永7年（1527年）には毛利元就や天野興定と共に安芸鳥子城を攻め落とした。享禄3年（1530年）には吉見頼興と高津川の支流匹見川の水域に関する協定を結んだ。
天文13年（1544年）に嫡男・藤兼に家督を譲り、以後20年に渡って藤兼を後見した後、永禄8年（1565年）9月3日に死去。法名は桂香院殿全屋尹兼大居士。